# Marco De Tullio
Marco De Tullio (Bari, 21 settembre 2000) è un nuotatore italiano.

## Biografia
È figlio di Francesca e Simone De Tullio, luogotenente della Marina militare. È il primo di tre fratelli. Anche suo fratello Luca De Tullio è un nuotatore di caratura internazionale.
Si è diplomato al liceo scientifico.
Ha iniziato a praticare il nuoto alle elementari presso il Cus Bari. In seguito ha nuotato per lo Sport Project di Bitonto, allenato da Daniele Borace.
Ai Giochi olimpici giovanili di Buenos Aires 2018, ha conquistato la medaglia d'argento nei 400 m stile libero, oltre al bronzo negli 800m e nella staffetta 4x100m sl.
Con il secondo posto, con 3:46.89, ai campionati assoluti primaverili di Riccione del 2019, si conquista il pass per i mondiali.
Ai mondiali di Gwangju 2019 ottiene la qualificazione alla finale dei 400 m stile libero, conquistando l'accesso con un miglioramento di 90 centesimi del personale ed il tempo di 3:45.99. In finale migliora ulteriormente il primato personale e chiude al quinto posto con un 3:44.86, abbassando complessivamente oltre due secondi al tempo personale stabilito a Riccione solo pochi mesi prima.
Agli europei di Budapest 2020, differiti al maggio 2021 a causa della pandemia di COVID-19, ha vinto il bronzo nella staffetta 4x200 m stile libero, assieme a Stefano Ballo, Matteo Ciampi, Stefano Di Cola, Manuel Frigo e Filippo Megli.
Ha rappresentato l'Italia ai Giochi olimpici estivi di Tokyo 2020, classificandosi al 10º posto nei 400 m stile libero e 5º nella staffetta 4x200 metri stile libero, senza scendere in acqua in finale.
Agli europei di Roma 2022 ha guadagnato l'argento nella staffetta 4x200 m stile libero, dietro all'Ungheria, assieme a Lorenzo Galossi, Gabriele Detti, Stefano Di Cola, Matteo Ciampi e Filippo Megli.
Ha partecipato ai mondiali di Budapest 2022 nei 200 e 400 m stile libero, classificandosi rispettivamente 10º in semifinale e 5º in finale.

## Palmarès
- Europei

Budapest 2020: bronzo nella 4x200m sl.
Roma 2022: argento nella 4x200m sl.
- Europei in vasca corta

Kazan 2021: bronzo nei 400m sl.
- Giochi olimpici giovanili

Buenos Aires 2018: argento nei 400m sl, bronzo negli 800m sl e nella 4×100m sl.

### Campionati italiani
| Anno | Edizione    | stile libero 200 m | stile libero 400 m | stile libero 800 m | stile libero 4x200 m |
| ---- | ----------- | ------------------ | ------------------ | ------------------ | -------------------- |
| 2019 | Primaverili | -                  | 2                  | -                  | -                    |
| 2019 | Invernali   | -                  | 2                  | -                  | -                    |
| 2020 | Estivi      | -                  | 2                  | -                  | -                    |
| 2020 | Invernali   | -                  | 3                  | -                  | -                    |
| 2021 | Primaverili | -                  | 2                  | 3                  | -                    |
| 2021 | Invernali   | -                  | 3                  | -                  | -                    |
| 2022 | Primaverili | -                  | 1                  | 1                  | 2                    |
| 2022 | Invernali   | 1                  | 2                  | -                  | -                    |
| 2023 | Primaverili | -                  | 1                  | -                  | 1                    |
| 2023 | Invernali   | 3                  | 1                  | -                  | -                    |
| 2024 | Primaverili | -                  | 2                  | -                  | 3                    |
| 2024 | Invernali   | -                  | 2                  | -                  | -                    |
| 2025 | Primaverili | 3                  | 1                  | -                  | 2                    |

## International Swimming League
| stagione 2021   |
| --------------- |
| Energy Standard |